# Os dois Irmãos

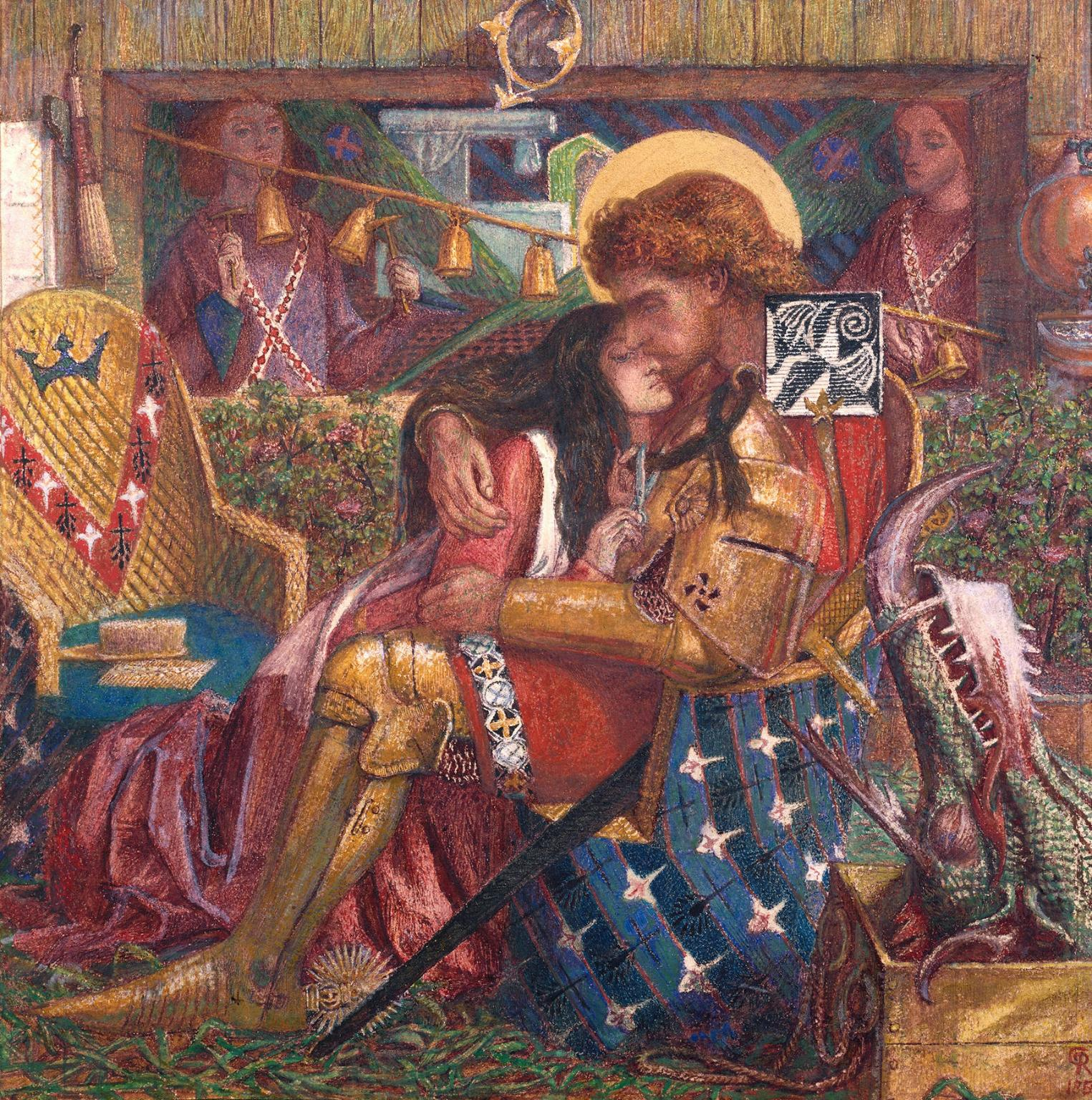
A lenda do Cavaleiro, a Donzela e o Dragão – tema medieval recorrente

“'Os Dois Irmãos'” é um conto de fadas alemão recolhido pelos Irmãos Grimm, sob o número 60. Ele está posto no Sistema de classificação de Aarne-Thompson,  sob o número 567A, com o tema “o coração do pássaro mágico” e sob o número 303, com o tema “irmãos de sangue”. Trata-se do mais longo e complexo conto de toda a coleção dos Irmãos Grimm e contém temas narrativos adaptados de romances e lendas medievais.

## HISTÓRIA
Um rico ourives e um pobre fabricante de vassouras eram irmãos. O rico tinha índole má, enquanto o pobre era bom. O pobre teve dois filhos gêmeos idênticos. Um dia, o fabricante de vassouras, indo para a floresta, viu um pássaro de ouro, e conseguiu tirar uma pena mágica deste pássaro. No dia seguinte, ele encontrou o seu ninho e conseguiu obter um ovo de ouro do ninho dessa ave maravilhosa. No terceiro dia, seu irmão perguntou-lhe sobre o pássaro e deu para o irmão pobre uma grande quantia de moedas de ouro para a sua captura. Mas o irmão rico, que sabia o grande mistério daquele magnífico animal, escondeu de seu irmão pobre o fato da ave estar associada à promessa de riqueza eterna. O ourives sabia que a ave era encantada e quem comesse o seu coração e o seu fígado iria encontrar uma moeda de ouro debaixo do travesseiro, após cada noite de sono.  Seus sobrinhos gêmeos, nada sabendo da história, foram à sua cozinha para mendigar comida.Os gêmeos, não sabendo nada dessa história, foi ao seu tio para pedir um pouco de alimento. A tia, deu-lhes as vísceras, reservando a carne para o marido. Os gêmeos comeram e, em vez de o tio perverso, eram eles que acordavam todos os dias com uma moeda de ouro debaixo do travesseiro. Seu pai, o bom irmão, não conseguia entender esse fenômeno estranho e confiou tudo a seu irmão malvado. Ele, entendendo o que estava acontecendo, aconselhou o irmão a abandonar seus filhos na floresta, alegando que eles haviam sido transformados pelo Diabo em dois poderosos feiticeiros. Assim, os gêmeos foram deixados na floresta, à mercê do destino. Quando parecia que eles iriam sucumbir, apareceu um caçador que, por não ter filhos, levou-os alegremente com ele, e abrigou-os em sua casa, ensinando-os o ofício da caça. Algum tempo depois, eles pediram ao pai adotivo para deixá-los partir pelo mundo, em busca de fortuna. O caçador os encorajou e deu-lhes uma faca brilhante, dizendo que se eles, algum dia, se separassem deveriam fincar a faca no tronco de uma árvore. Se a lâmina enferrujasse de um lado, isso indicaria a morte de um dos dois irmãos. Eles começaram a sua jornada e, quase imediatamente, se perderam numa floresta imensa. Decidiram, então, ir à caça para encontrar algum alimento. Primeiramente, eles encontraram uma lebre que pediu a eles para não matá-la, em troca do que, em seu lugar, ela lhes traria duas outras lebres pequenas. Os dois irmãos concordaram, mas uma vez tendo diante dos olhos as pequenas criaturas, eles não as mataram, tendo por elas ternura e compaixão. Assim, mantiveram as  duas lebres consigo. A mesma coisa aconteceu com uma raposa, um lobo, um urso e um leão. Assim, os dois irmãos tornaram-se conhecidos por ter um grupo variado de animais. Com o passar do tempo, os dois decidiram se separar, indo um para o oeste e o outro para o leste. O irmão que tomou a rota do ocidente, chegou em uma cidade bonita, toda ornada de preto, onde um dragão de sete cabeças, que habitava o alto da montanha, tinha comido cada jovem donzela, exceto a princesa, que estava para ser dado ao monstro, no dia seguinte . Ele decidiu se tornar o salvador da donzela por matar o monstro. Mas ele tinha o teste para superar: ele subiu a montanha e aqui ele viu uma cena estranha: uma espada fincada na porta de uma igreja, que o jovem consegue tirar só depois de ter bebido dos três cálices, colocados sobre o altar. O dragão de sete cabeças apareceu e soprou fogo, deixando toda a grama em chamas, mas os animais apagaram o fogo, pisando nas chamas. O caçador cortou seis das suas cabeças e a sua cauda, danado-a aos animais para rasgá-la em pedaços. A princesa deu o seu colar aos animais,e a sua faca ao caçador, com a qual ele cortou as sete línguas do dragão.  Finalmente, ele adormeceu, fadigado de batalha. Porém, antes de entregar-se ao sono, o herói disse ao leão para vigiar enquanto ele dormia, mas o leão também estava esgotado e disse ao urso para vigiar, e assim por diante até que chegou a vez da lebre, que não tinha ninguém para mandar vigiar e adormeceu não cumprindo a sua missão. Então apareceu o Marechal do Rei, que era uma pessoa ímpia e cruel e, encontrando o herói adormecido, cantou  vitória sobre o dragão, cortando as sete cabeças, para apresentá-las como uma evidência ao Rei para obter a mão da princesa em casamento. O malvado Marechal também matou o herói adormecido, cortando sua cabeça. A seguir conduziu a princesa de volta a seu palácio. Contra sua vontade, a doce princesa concordou em se casar com o Marechal, mas exigiu que o casamento só fosse celebrado depois de um ano e um dia. Enquanto isto, os animais encontraram o seu amado caçador morto e ameaçaram matar a lebre. Mas esta sabia sobre uma raiz mágica que poderia ser usado para trazer os mortos de volta à vida, usou a raiz para em seu mestre A lebre foi bem sucedida e o caçador voltou à vida novamente. Mas, com o coração desolado por crer que fora a princesa que o tinha matado, ele abandonou o reino e foi embora. Exatamente um ano depois, ele retornou e veio a saber que o casamento de sua doce princesa estava para ser celebrado. O jovem caçador apostou com o estalajadeiro que ele poderia obter um pão da mesa do Rei, e enviou a lebre ao castelo. A princesa reconheceu o seu colar, e enviou um pão para ele. O estalajadeiro apostou mais  e o jovem mandou a raposa, o lobo, urso e leão para trazer carne, legumes, doces e vinho. O jovem herói se apresentou ao Rei, desmascarando do falso matador da fera. Tomando as sete cabeças do dragão, ele abriu as bocarras e perguntou onde estavam as línguas eram. A seguir, mostrou as línguas, e a princesa confirmou a sua história. O Marechal foi condenado pelo Rei a ser esquartejado por quatro touros e o jovem casou-se com a princesa. Passados os anos, com a morte do pai da princesa.Um dia, ele saiu para caçar em uma floresta mágica, onde viu uma gazela branca e desejou capturá-la sozinho. A gazela era, na verdade, uma bruxa que o herói conheceu, na forma de uma velha, sentada no topo de uma árvore. Ela residia na floresta, onde se divertia em transformar em pedra todos os homens que chegaram em sua floresta . Este foi também o destino do jovem herói e seus animais, transformados em pedra foram jogados em um poço profundo. Foi aí, que o seu irmão gêmeo, que havia tomado o rumo do oriente, retornou. Ao ver a faca meio enferrujada, percebeu que seu irmão estava em perigo e resolveu resgatá-lo. Quando ele chegou ao reino, ele foi confundido com o novo rei, pois eles eram de fato idênticos entre si e todos o acolheram com alegria. Ele fez-se passar pelo monarca, porém no leito de seu irmão, colocou uma espada entre ele e a rainha. e foi também caçar na floresta encantada, onde viu a mesma corça branca e também encontrou a bruxa. Mas,ele não se deixou enganar pelas suas magias e a vence, matando-a, libertando toda a floresta do encantamento. O verdadeiro rei, quando veio a saber que seu irmão tinha  dormido com sua própria esposa, tomado pela fúria, matou-o. Mas, ao saber que o irmão havia colocado uma espada entre ele e a cunhada, arrependeu-se de seu ato cruel e recorreu novamente à raiz da lebre para ressuscitar o bom irmão, pois o herói reconheceu o amor e respeito que seu irmão tinha por ele. Os gêmeos voltaram para o castelo, contando suas aventuras. A rainha reconheceu seu marido pelo colar que ele trazia.